# ISEE-2
El ISEE-2 (Exploración internacional Sol-Tierra, en inglés International Sun-Earth Explorer-B o ISEE-B) era una nave espacial madre de clase Explorer,  era parte de la misión madre/hija/ International Sun-Earth Explorer-2 para la órbita heliocéntrica (ISEE-1, ISEE-2, ISEE-3). ISEE-2 era una sonda espacial de 165,78 kg (365,5 lb) utilizada para estudiar campos magnéticos cerca de la Tierra. ISEE-2 era una nave espacial estabilizada por giro y basada en el diseño de la serie anterior de naves espaciales IMP (Plataforma de Monitoreo Interplanetario). ISEE-1 e ISEE-2 se lanzaron el 22 de octubre de 1977 y volvieron a ingresar el 26 de septiembre de 1987.
El programa fue una misión cooperativa entre la NASA y ESRO (más tarde la Agencia Espacial Europea (ESA)), un memorando de entendimiento (MOU) entre la NASA y la Agencia Espacial Europea, se firmó en marzo de 1975. El programa fue diseñado para estudiar la interacción entre el campo magnético de la Tierra y el viento solar. Participaron al menos 32 instituciones y la atención se centró en la comprensión de los campos magnéticos. El ISEE-1 y el ISEE-3 fueron construidos por la NASA, mientras que el ISEE-2 fue construido por la ESA. Los tres tenían instrumentos complementarios respaldados por el mismo grupo de más de 100 científicos.